# 卡累利阿語

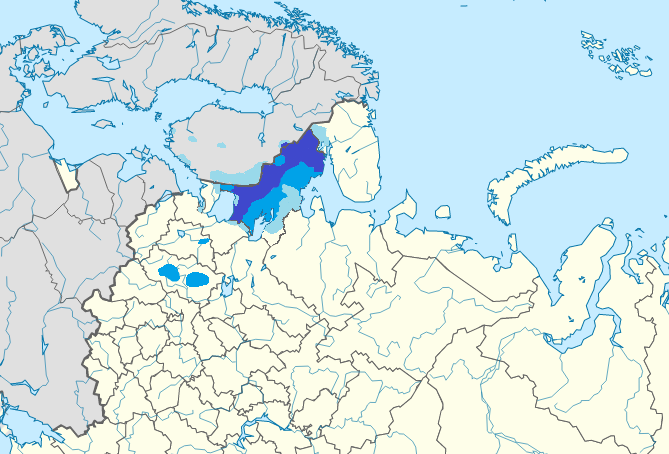
分布

卡累利阿语（karjala、karjal 或 kariela）是一种主要在俄罗斯联邦卡累利阿共和国境内通行的语言，為卡累利阿人的母語。它属于乌拉尔语系芬兰-乌戈尔语族芬兰语支。语言学上卡累利阿语非常接近芬兰东部所说的芬兰语方言，有些芬兰语言学家甚至把卡累利阿语列为芬兰语的一种方言，但现今被广泛接受为一种单独的语言。卡累利阿语不应该与芬兰语东南方言群相混淆，该方言群有时在芬兰称为“卡累利阿方言”（芬蘭語：karjalaismurteet）。
卡累利阿语没有单一的标准语形式。每个写作人按照自己方言来记录书面语。从三个方言群中发展出三种主要的书写标准：北部方言、特维尔方言和利维方言。所有的书写变种都是用基于拉丁字母的卡累利阿字母表来书写的，尽管在历史上西里尔字母也使用过。

## 语言学分类
卡累利阿语属于乌拉尔语系芬兰-乌戈尔语族中的芬兰语支，与芬兰语非常接近。芬兰语和卡累利阿语的共同祖先“原始卡累利阿语”在铁器时代通行于拉多加湖的沿岸地区。卡累利阿语和芬兰语东部方言群组成一个方言连续体。早期一些芬兰语言学家把卡累利阿语分类为芬兰语的一种方言，在一些早期的芬兰语文献中有时称其为“边境卡累利阿方言群”（芬蘭語：Raja-Karjalan murteet），但现今卡累利阿语被视为一种独立的语言。除了卡累利阿语和芬兰语之外，芬兰语支还包括爱沙尼亚语和一些通行于波罗的海沿岸的少数族群的语言。

## 地理分布

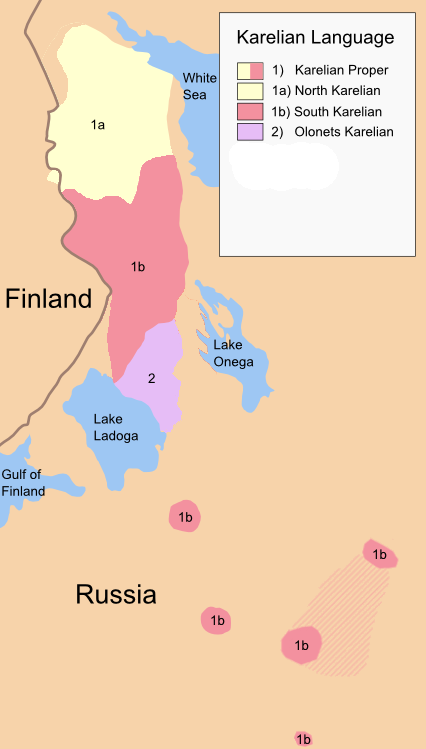
卡累利阿语方言分布图（1：本部卡累利阿语；1a：北部方言；1b：南部方言。2：利维卡累利阿语）

大约有10万人说卡累利阿语，主要分布在俄罗斯的卡累利阿共和国，但莫斯科东北处的特维尔州也有不少的说卡累利阿语的社区。之前估计在芬兰有5千人说卡累利阿语，大多数是年长者，但最近的估计这个数字有3万人。由于二战后的迁徙及内部迁居，卡累利阿人现今分散在芬兰各地居住，卡累利阿语不再是一种本地社区语言。

### 官方地位
在卡累利阿共和国，卡累利阿语是一种官方认定的少数民族语言。自1990年代后期不断有努力希望通过立法来让卡累利阿语跟俄语具有同等的官方地位。在特维尔州的卡累利阿人享有民族文化自治权，保证他们在学校和大众媒体中使用卡累利阿语的权利。在芬兰，卡累利阿语则在《欧洲区域或少数民族语言宪章》的框架下享有非区域性的少数民族语言的官方地位。

### 方言
卡累利阿语有两种主要形式，它们可看作是方言或者不同的语言：本部卡累利阿语和利维卡累利阿语，其中本部卡累利阿语又分为卡累利阿语北部方言和卡累利阿语南部方言（包括特维尔方言）。这些变体组成一个连续的方言体，方言体的两端已经不能互通了。每个变体又能进一步分为不同的方言个体：
- 本部卡累利阿语
  - 北部方言
  - 南部方言
    - 特维尔方言
- 利维卡累利阿语（又称奧洛涅茨卡累利阿语）

吕迪语之前被认为是卡累利阿语的一种形式（方言），但现在通常认为是一门单独的语言。

## 音系

### 元音

#### 單元音
卡累利阿語若不考慮元音長度，共有8個元音：
|        | 前    | 前    | 後    |
| 不圓唇 | 圓唇  |       | 後    |
| ------ | ----- | ----- | ----- |
| 閉     | i /i/ | y /y/ | u /u/ |
| 中     | e /e/ | ö /œ/ | o /o/ |
| 開     | ä /æ/ |       | a /ɑ/ |

只有閉元音/i/、/y/與/u/可能為長元音。原始芬蘭語的長中元音與長開元音則已經被雙元音化：*ee, *öö, *oo → /ie/, /yö/, /uo/（也同樣在芬蘭語發生）；*aa, *ää → /oa/, /eä/ 或 /ua/, /iä/（也同樣在芬蘭語的薩沃尼亞方言發生）。

#### 雙元音
卡累利阿語北部方言與利维卡累利阿语有21組雙元音：
|         | 前-和諧 | 前-和諧 | 前-和諧 | 中性 | 後-和諧 | 後-和諧 | 後-和諧 |
| 前-中性 | 前+前   | 中性+前 | 中性+後 | 中性 | 後+中性 | 後+後   |         |
| ------- | ------- | ------- | ------- | ---- | ------- | ------- | ------- |
| 開→閉   | äi      | äy      |         |      |         | ai      | au      |
| 中→閉   | öi      | öy      | ey      | ei   | eu      | oi      | ou      |
| 閉      | yi      |         | iy      |      | iu      | ui      |         |
| 閉→中   |         | yö      |         | ie   |         |         | uo      |
| 閉→開   |         | yä      | iä      |      |         |         | ua      |

#### 三元音
除了雙元音以外，卡累利阿語北部方言尚有一系列的三元音：
|          | 前-和諧 | 前-和諧 | 前-和諧 | 中性 | 後-和諧 | 後-和諧 | 後-和諧 |
| 前-中性  | 前+前   | 中性+前 | 中性+後 | 中性 | 後+中性 | 後+後   |         |
| -------- | ------- | ------- | ------- | ---- | ------- | ------- | ------- |
| 閉-中-閉 |         | yöy     | iey     | iei  | ieu     | uoi     | uou     |
| 閉-開-閉 | yäi     | yäy     | iäy     |      |         | uai     | uau     |

利维卡累利阿语則只有ieu、iey、iäy、uau、uou 與 yöy。

### 輔音
卡累利阿語共有18個輔音：
|        |        | 唇    | 齒齦  | 邊    | 硬顎   | 軟顎  | 聲門  |
| ------ | ------ | ----- | ----- | ----- | ------ | ----- | ----- |
| 塞音   | 清音   | p /p/ | t /t/ |       |        | k /k/ |       |
| 塞音   | 濁音   | b /b/ | d /d/ |       |        | g /ɡ/ |       |
| 塞擦音 | 塞擦音 |       |       |       | č /tʃ/ |       |       |
| 擦音   | 清音   |       | s /s/ |       | š /ʃ/  |       | h /h/ |
| 擦音   | 濁音   | v /v/ | z /z/ |       | ž /ʒ/  |       |       |
| 鼻音   | 鼻音   | m /m/ | n /n/ |       |        |       |       |
| 流音   | 流音   |       | r /r/ | l /l/ |        |       |       |
| 近音   | 近音   |       |       |       | j /j/  |       |       |

另有/f/、/ts/兩個輔音只使用於外來語。

## 书写系统

### 字母表
现今卡累利阿语使用拉丁字母表，共有29个字母。它使用ISO拉丁字母表基本字集，加上Č, Š, Ž, Ä, Ö 和 '，但不包括Q, W 和 X。这个统一的字母表用来书写除特维尔方言之外的所有卡累利阿语变体。
自中世纪至19世纪为数不多的用卡累利阿语书写的文本中使用的是西里尔字母。自从苏联的建立，用拉丁字母书写的芬兰语成为官方语言。但是在1937至1939年间，用西里尔字母书写的卡累利阿语取代芬兰语成为卡累利阿苏维埃社会主义自治共和国的官方语言。